# Oxypogon lindenii
Colibri-de-poupa-de-mérida ou barbudito-de-mérida (Oxypogon lindenii) é uma espécie de ave da família Trochilidae. Endêmica da Venezuela, onde pode ser encontrada nos Andes nos estados de Merida e Trujillo.